# Teresa Salgueiro
Teresa Salgueiro (ook gespeld als Tereza Salgueiro) (Amadora, 8 januari 1969) is een Portugese zangeres. Zij verwierf bekendheid als zangeres van Madredeus tussen 1987 en 2007. Ze verliet deze band voor een solo-carrière. Haar eigen muziek bevat invloeden van verschillende stijlen, zoals fado, bossanova en pop.

## Biografie
In haar jeugd luisterde Salgueiro naar artiesten als Amália Rodrigues, Sérgio Godinho, José Afonso, Chico Buarque, Elis Regina, Gal Costa, The Doors, The Rolling Stones, The Police, Pink Floyd en The Cure.
Op jonge leeftijd zong Salgueiro de traditionele Portugese fado en Braziliaanse bossanova in de straten en bars van Lissabon. Op haar zestiende verhuisde ze naar de oude stad van Lissabon om met vrienden samen te wonen.

## Madredeus
In 1987 ontmoette Salgueiro gitarist en producer Pedro Ayres Magalhães en vormde Madredeus, samen met Francisco Ribeiro op cello, Gabriel Gomes op accordeon en Rodrigo Leão op keyboards. De band nam elf albums op, verkocht miljoenen platen en verzorgde optredens overal ter wereld.
Salgueiro speelde in 1994 een prominente rol in in de film Lisbon Story (Viagem a Lisboa) van Wim Wenders, samen met Magalhães. Samen met Madredeus nam ze de soundtrack van de film op, die werd uitgebracht als het album Ainda.
Allmusic schreef dat het mede te danken was aan Salgueiro's emotioneel rijke vocalen, dat Madredeus uitgroeide tot een van de de meest invloedrijke groepen van Portugal.

## Solo-carrière
In november 2005 nam zij haar eerste solo-cd op (Obrigado), Dit was een duettenalbum met zangers en musici uit verschillende landen zoals Caetano Veloso, Carlos Núñez, José Carreras, Jah Wobble, Maria João, Zeca Baleiro en Angelo Branduardi.
Voor haar album Você e Eu, een album met Braziliaanse muziek en bossanova, werkte ze samen met de groep Septeto De João Cristal. Daarna werkte ze op twee albums (La Serena en Matriz) samen met het Lusitânia Ensemble. La Serena was een album met covers van onder andere Amália Rodrigues, Edith Piaf en Tribalistas. Matriz was een eerbetoon aan Portugese muziektradities, van liederen uit de 12e eeuw tot 20e-eeuwse musici als Carlos Paredes. Voor het album Matriz veranderde ze de spelling van haar artiestennaam naar Tereza Salgueiro (met een z), de schrijfwijze die haar grootvader gebruikte.
In 2012 bracht Salgueiro met O Mistério voor het eerst een album uit waarvoor ze alle liedjes schreef en (samen met haar band) componeerde. Dit album kreeg positieve recensies in de pers. In recensies wordt haar stem beschreven als (kristal)helder, De Morgen schreef dat ze een stem heeft "om bij weg te smelten". De Standaard schreef in een concertrecensie in 2013: "Nu ze [Salgueiro] ook de artistieke leiding over zichzelf heeft genomen, is ze opengebloeid tot een zelfbewuste artieste." Trouw schreef over O Mistério: "Weemoed is de overheersende emotie, overigens zonder dat de songs doorslaan naar somberheid. Daarvoor heeft Salgueiro te veel kleuren op haar palet."

## Samenwerkingen
In 2007 verzorgde Salgueiro de vocalen op het album Silence, Night and Dreams van Zbigniew Preisner.
Salgueiro zong daarnaast op albums van Carlos Nuñez en António Chainho.

## Discografie
- 2006: Obrigado
- 2007: Você e Eu
- 2007: La Serena
- 2009: Matriz
- 2012: O Mistério
- 2016: O Horizonte

- Bibliothèque nationale de France: cb14223767d (data)
- Gemeinsame Normdatei: 132830930
- International Standard Name Identifier: 0000 0001 2023 2333
- Library of Congress Control Number: nr98015671
- MusicBrainz: a4c2d5c1-258c-42ed-bb3b-e99e648cc038
- Nationale Bibliotheek van Tsjechië: xx0135396
- Nationale Bibliotheek van Israël: 987011289332705171
- Nationale Bibliotheek van Polen: a0000002638019
- Istituto Centrale per il Catalogo Unico: MODV356761
- SNAC: w6f48nsf
- Système universitaire de documentation: 080714927
- Virtual International Authority File: 30709791